# Praderas y bosques de Suiphun-Janka
La ecorregión de las praderas y bosques de Suiphun-Janka (WWF ID: PA0907) es una ecorregión relativamente pequeña centrada en el lago Janka, un lago de agua dulce en el Lejano Oriente ruso, con una porción en China. El terreno es desforestado, plano y pantanoso. El área es un lugar de parada importante para las aves migratorias, incluidas muchas especies vulnerables. Tiene una superficie de 33 929 km², y se encuentra en la bioma de praderas y sabanas inundadas.

## Localización
Las cabeceras del río Ussuri cruzan el borde norte de la ecorregión, el lago Janka domina la parte central y el río Suiphun (río Razdolnaya en ruso) alimenta el lago desde el sur. El lago se extiende a ambos lados de la frontera entre la provincia de Heilongjiang en China al oeste y el Krai de Primorie en Rusia al este. La única salida del lago es el río Songacha, un afluente del Ussuri, que a su vez desemboca en el río Amur. Toda el área se conoce como la depresión de Janka, ya que es una tierra baja rodeada de montañas y terrenos más altos.
La ecorregión está rodeada por la ecorregión de bosques mixtos de Manchuria (WWF ID:PA0426) al norte, oeste y sur y la ecorregión de bosques latifoliados y mixtos de Ussuri (WWF ID: PA0443) que se extiende al este.

## Clima
La región tiene un clima continental húmedo - subtipo de verano fresco (clasificación climática de Köppen (Dwb)). Este clima se caracteriza por una alta variación de temperatura, tanto diaria como estacional; con inviernos largos y fríos y veranos cortos y frescos. La temperatura media mensual máxima es de 22 °C (71,6 °F). La precipitación media es de unos 600 mm/año. La temperatura media en el centro de la ecorregión es de −20 °C (−4,0 °F) en enero y de 20 °C (68,0 °F) en julio.

## Flora y fauna
Gran parte del área circundante es un tipo de humedal fangoso: caracterizado por plantas vivas que forman turba. Las formas más comunes de lodo son los prados húmedos y las ciénagas. Debajo del área hay una gruesa capa de arcilla que impide el drenaje a través del suelo. La diversidad de especies es alta debido a las condiciones favorables; El endemismo es alto porque el área no fue glaciada en el Pleistoceno, creando en el área tanto un refugio como una ruta migratoria para las especies.
Como el lago de agua dulce más grande del Lejano Oriente ruso, el lago Janka es un importante lugar de anidación y migración de aves, sobre todo de aves acuáticas que utilizan el área para anidar, descansar y alimentarse. Se han registrado 49 especies de aves acuáticas, incluidas veinticuatro especies de patos, nueve de gansos, cinco de aves buceadoras y cinco de otras especies. Durante el periodo de migración de primavera, se han registrado poblaciones de hasta 500 000 gansos; las poblaciones de patos también alcanzan los cientos de miles. Se han observado más de 361 especies de aves en la ecorregión.
En la ecorregión se encuentran cuatro especies de grullas, incluida la grulla de coronilla roja (Grus japonensis) en peligro de extinción.

## Áreas protegidas
Las principales áreas protegidas que se encuentran en la ecorregión son:
- Reserva natural de Janka, es un zapovédnik ruso (reserva natural estricta) que cubre partes de la costa y las aguas del lago Janka en el lado ruso.[8]
- Reserva natural del lago Xingkai, cubre 2225 km2 de la llanura aluvial del norte una parte del lago Janka en el lado chino. Administrado en un acuerdo transfronterizo con la reserva natural de Janka en Rusia.[6]
- Lago Janka - Un Sitio Ramsar de Importancia Internacional.[9]